# Pierre Le Verdier
Pierre Le Verdier (8 mars 1854 à Rouen- 8 septembre 1935 au château de Belmesnil) est un avocat et historien français.

## Biographie
En 1895, Pierre Le Verdier est président de l'Académie des sciences, belles-lettres et arts de Rouen. Il est président de la Société de l'histoire de Normandie (1913-1935), de la Société des bibliophiles normands, de la Société mutuelle de secours et de retraite du canton de Longueville, de l’Œuvre hospitalière de nuit.
Il demeure 1 boulevard Cauchoise en 1885, 22 rue Thiers en 1894, 47 boulevard Cauchoise en 1901, puis 20 rue de Crosne à Rouen.
Il est maire de Belmesnil de 1903 à sa mort, conseiller général de la Seine-Inférieure de 1904 à 1934 et président du conseil général à partir de 1925.
En 1933, il est nommé chevalier de la Légion d'honneur.
Il est inhumé au cimetière monumental de Rouen.

## Distinctions
- Chevalier de la Légion d'honneur (12 août 1933)

## Publications
- Documents relatifs à la confrérie de la Passion de Rouen, Rouen, E. Cagniard, 1891
- La Charte aux Normands, notes historiques et bibliographiques, Rouen, impr. de L. Gy, 1911